# Laguna Sipacate
Laguna Sipacate är en sjö i Guatemala.   Den ligger i departementet Departamento de Suchitepéquez, i den sydvästra delen av landet, 130 km sydväst om huvudstaden Guatemala City. Laguna Sipacate ligger 3 meter över havet. Omgivningarna runt Laguna Sipacate är en mosaik av jordbruksmark och naturlig växtlighet.